# 武内優治
武内 優治（たけうち ゆうじ、1994年2月12日 - ）は、日本のインディーズユニットTHE AGULのDrums担当。別名義UG。

## 来歴
- "ANOTHER STORY OF THE OTHER SIDE[1][出典無効]”通称ASOOS（アソーズ）
- "Upside Down IMP[2][出典無効]"(～2018/04)
- "THE AGUL"(2019/03/20～）

## 楽曲
- 2019年3月20日 - 前バンドで共に活動していたGt&composerの祐亮とDrのUGで結成。同じ大阪で活動していたKZK[3][出典無効] from Chased by Ghost of HYDEPARK[4][出典無効]と竹中雄大[5][出典無効] from Novelbright[6][出典無効]をゲストボーカルに迎え1st.single"Forward"をリリースと共に活動開始。
- 2019年3月 - "Forward"  feat.竹中雄大 from Novelbright[6][出典無効] &KZK[3][出典無効]from Chased by Ghost of HYDEPARK[4][出典無効]（Audio）
- 2019年4月 - "Forward"  feat. 竹中雄大[5][出典無効] &KZK[3][出典無効](Nuoh. Remix Audio)
- 2019年5月 -"Glory days"  feat.KZK[3][出典無効] from Chased by Ghost of HYDEPARK[4][出典無効](Audio)
- 2019年7月 - "We are not alone"  feat.竹中雄大[5][出典無効]  from  Novelbright[6][出典無効](Audio)
- 2019年11月 - "I want to know"   feat.Kaito[7][出典無効] from My limit the univers[8][出典無効](Audio)
- 2019年12月 - "Last forever"   feat.  Re:name[9][出典無効] (Audio)
- 2020年9月 - "Glory days"~ Ballade  version~feat.KZK[3][出典無効] from Chased by Ghost of HYDEPARK[4][出典無効](Audio)[10][出典無効]
- 2020年10月 - " I won't let you down"   feat.楓乃 （当時現役中学3年生）(Audio)
- 2020年11月 - "END"  feat.ケン[11][出典無効](Audio)'
- 2021年4月 - "Want me"  feat.Lixiao[12][出典無効](Audio)
- 2021年8月　"Remember I said[13][出典無効][14][出典無効]"　 feat.竹中雄大[5][出典無効]  from  Novelbright[6][出典無効](Audio)

## 人物
- 生年月日　1994年2月12日（28歳）
- 出身　大阪府東大阪市
- 出身高校　大阪府立みどり清朋高等学校
- みどり清朋軽音楽部OB会会長
- 担当　Drums
- 過去の所属バンド
- "ANOTHER STORY OF THE OTHER SIDE”通称ASOOS（アソーズ）
- "Upside Down IMP"(～2018/04)
- 白黒を極めて15年(2021年現在）
- SAKAEDRUMを使用
- Pearl 180H スティック Kid’z MY FIRST STORY モデル愛用（〜2022）
- スティックVATER（ベーター）VHSEW愛用（2022〜）

- 好きなものは白黒・VANS・カントリーマアム・スヌーピー
- スポーツ　テニス（中学1年〜高校1年）
- 嫌いなものはトマト
- 地元花園ラグビー場で凱旋ライブをすること